# Joaquín Sosa
Enzo Joaquín Sosa Romañuk (sinh ngày 10 tháng 1 năm 2002) là một cầu thủ bóng đá chuyên nghiệp người Uruguay hiện tại đang chơi ở vị trí hậu vệ cho câu lạc bộ Bologna tại Serie A.

## Sự nghiệp thi đấu

### Nacional và Rentistas
Sosa là sản phẩm của lò đào tạo trẻ Nacional. Anh ra mắt chuyên nghiệp cho đội bóng vào ngày 7 tháng 4 năm 2021, ở lượt về trận Chung kết vòng tranh chức vô địch 2020 gặp Rentistas. 4 ngày sau, ngày 11 tháng 4, anh gia nhập Rentistas theo dạng cho mượn.

### Liverpool Montevideo
Sosa gia nhập Liverpool Montevideo theo dạng cho mượn vào tháng 1 năm 2022.

### Bologna
Vào ngày 17 tháng 8 năm 2022, Sosa ký hợp đồng gia nhập với câu lạc bộ Bologna tại Serie A.

## Sự nghiệp quốc tế
Sosa đã từng đại diện cho Uruguay trên đấu trường quốc tế. Anh có tên trong danh sách tham dự Giải vô địch bóng đá U-15 Nam Mỹ 2017 và Giải vô địch bóng đá U-17 Nam Mỹ 2019.

## Thống kê sự nghiệp
Tính đến 21 tháng 6 năm 2023
| Câu lạc bộ                  | Mùa giải            | Giải đấu                      | Giải đấu | Giải đấu | Cúp  | Cúp | Châu lục | Châu lục | Khác | Khác | Tổng cộng | Tổng cộng |
| Câu lạc bộ                  | Mùa giải            | Hạng                          | Trận     | Bàn      | Trận | Bàn | Trận     | Bàn      | Trận | Bàn  | Trận      | Bàn       |
| --------------------------- | ------------------- | ----------------------------- | -------- | -------- | ---- | --- | -------- | -------- | ---- | ---- | --------- | --------- |
| Nacional                    | 2020                | Giải vô địch quốc gia Uruguay | 0        | 0        | —    | —   | 0        | 0        | 1    | 0    | 1         | 0         |
| Rentistas (mượn)            | 2021                | Giải vô địch quốc gia Uruguay | 25       | 2        | —    | —   | 5        | 0        | —    | —    | 30        | 2         |
| Liverpool Montevideo (mượn) | 2022                | Giải vô địch quốc gia Uruguay | 17       | 0        | 0    | 0   | 2        | 0        | 1    | 0    | 20        | 0         |
| Bologna                     | 2022–23             | Serie A                       | 10       | 0        | 1    | 0   | —        | —        | —    | —    | 11        | 0         |
| Tổng cộng sự nghiệp         | Tổng cộng sự nghiệp | Tổng cộng sự nghiệp           | 52       | 2        | 1    | 0   | 7        | 0        | 2    | 0    | 62        | 2         |

1. ↑  Ra sân tại vòng tranh đấu chức vô địch.
2. ↑  Ra sân tại Copa Libertadores.
3. ↑  Ra sân tại Copa Sudamericana.
4. ↑  Ra sân tại Torneo Intermedio final.

## Danh hiệu
Nacional
- Giải vô địch quốc gia Uruguay: 2020[10]